# اليهودية القرائية
اليهودية القرائية  هي تيار في اليهودية يطلق عليه أيضا القراؤوت، ويُعرف أتباع هذا التيار باسم العنانيين أو القرائين، ويرتبط ظهور القرائية كحركة دينية بشخصية الحاخام «عنان بن داود» في العراق، في القرن الثامن. هذا ويختلف اليهود القرائين عن اليهود الربانيين في أنهم لا يقبلون بتفاسير الحاخامات أو الصلاحيات المطلقه ربانية للمقرا (التي يطلقون عليها «التوراة الشفهية») وهم يلتزمون فقط بأقوال المقرا المفسرة فقط (التي يطلقون عليها «التوراة المكتوبة»).

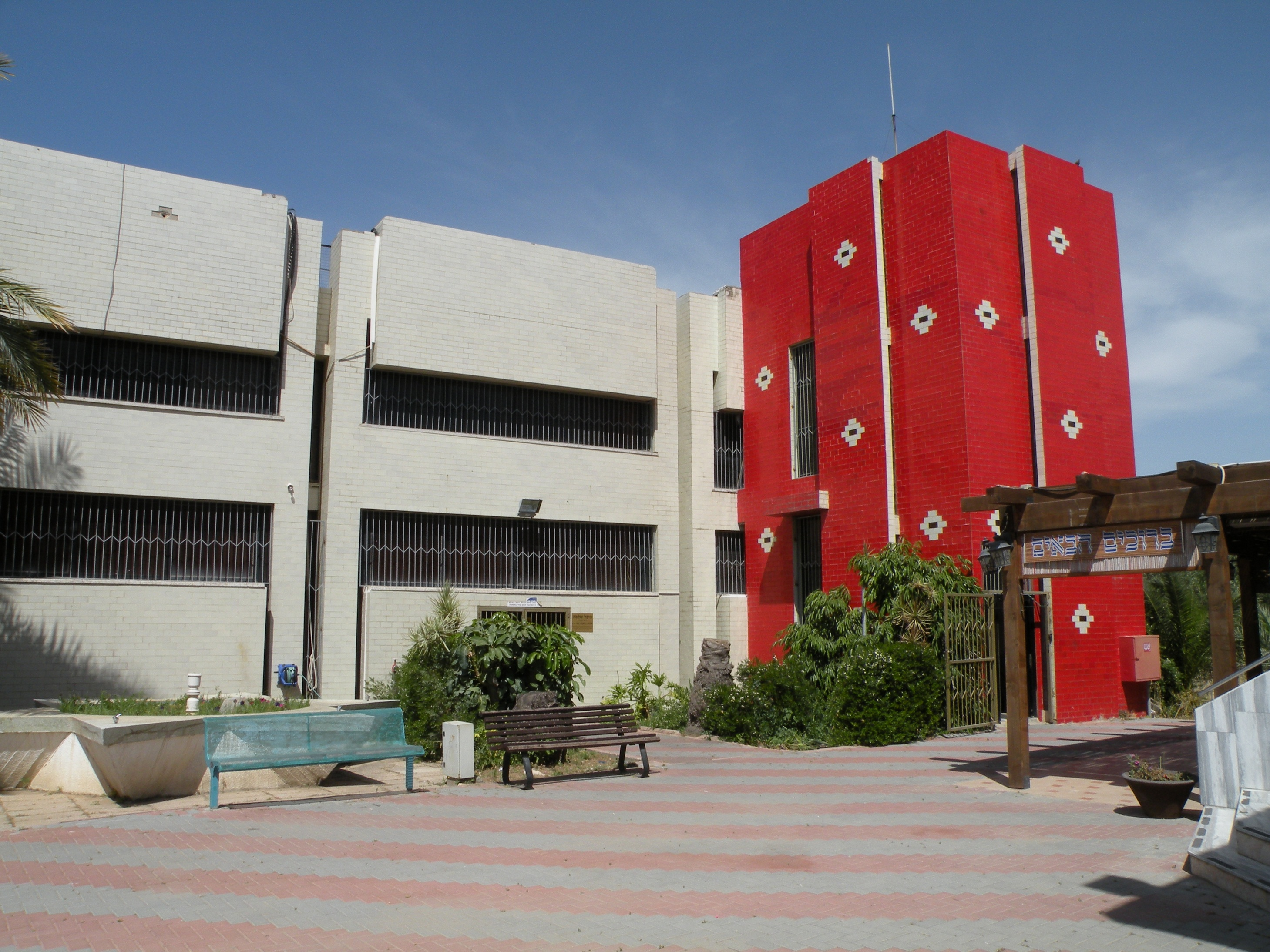

## أسماء
القراؤون معروفون أيضا بأسماء أخرى مثل أبناء المقرا وأصحاب المقرا، وأصل التسمية مشتق من الأصل العبري ق.ر.ا. ومن المألوف أن هذا الأسم ارتبط بالقرائين، لأنهم يتبعون نهج المقرا (التناخ) فقط ولا يؤمنون بأن التوراة الشفوية تُعد ربانية، وهناك اسم آخر يُطلق على أبناء هذا التيار هو «التناخيون» لكنه ليس واسع الانتشار. وأحياناً يُطلق على القرائين أيضا «العنانيون» نسبة إلى اسم الجماعة القرائية الأولى التي انفصلت رسمياً عن اليهودية الربانية، واستمدت اسمها من زعيمها «عنان بن داود».

## مبادئ اليهودية القرائية

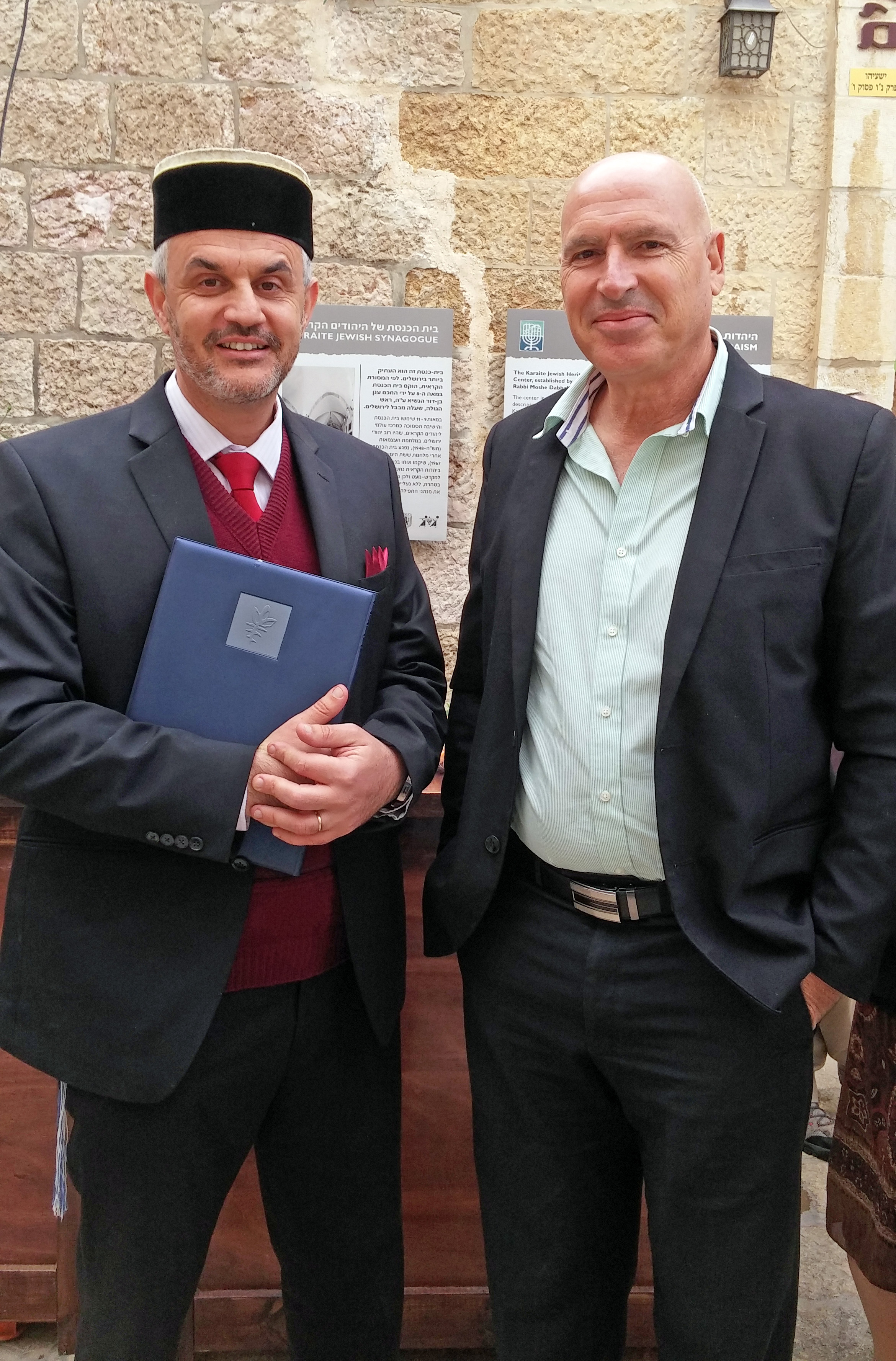
الحاخام الأكبر للقرائية موشيه فيروز (يسار) ونائب رئيس الجمعية اليهودية القرائية العالمية، إيلي ألتشان، 2016 في كنيس ومتحف القرائيين في الحي اليهودي، القدس، إسرائيل.

اليهودية القرائية تؤمن فقط بالله كإله، وبأنبياء التناخ كرسل وبأقوالهم فقط كأقوال الرب. وهي تعارض التوراة الشفهية وأي مذهب جاء بعد العهد القديم، وغير مستعدة سوى لتقبل التوراة والأنبياء كتشريع إلهي مباشر أو موثق، وأن المكتوبات ليست سوى حكم حياتية مستندة من التوراة. والقرائين لا ينكرون ضرورة تفسير التوراة، لكنهم يزعمون أن التفسير يجب أن يكون مبني على تفسير التوراة، وأن الرب لم ينزل تفسير للتوراة المكتوبة في جبل سيناء (أي: التوراة الشفهية).
في مقابل الفترات السابقة، التي كانت فيها شروح القرائين –بوجه عام- أكثر صرامة ودقة مما في المذهب الرباني، نجد في العصر الراهن توجهات أكثر يسراً بل أن هناك زعماء القرائين يشبهون زعماء اليهودية الربانية.

### الاجتهاد الشخصي
الاجتهاد الشخصي هو من أساسيات اليهودية القرائية. ففي الأدب القرائي المتأخر تم نسب صيغة هذا الأساس لعنان بن داود الذي قال وفقاً للتراث القرائي:«ابحثوا عن تعلم التوراة بإستمرار ولا تعتمدوا على رأي»، أي «ابحثوا عن التوراة جيداً ولا تعتمدوا على أقوالي»، لكن كتاب عنان، «كتاب الوصايا»، لا يتضمن هذا التعبير، وهناك باحثين زعموا أنه لم يظهر سوى بعد ذلك بمئات السنين. وهذا الأساس يمنح كل فرد إمكانية تفسير التوراة بنفسه، من خلال تعلم أسسها، على أساس التطلع إلى فهم التوراة بالصورة التي يُعتقد أن الإله قصدها. وذلك على أساس المكتوب في سفر التثنية 30، 11-14.
«إن هذه الوصية التي أوصيك بها اليوم ليست عسرة عليك ولا بعيدة منك. ليست هي في السماء حتى تقول من يصعد لأجلنا إلى السماء ويأخذها لنا ويُسمعنا إياها لنعمل بها. ولا هي في عبر البحر حتى تقول من يعبر لأجلنا البحر ويأخذها لنا ويُسمعنا إياها لنعمل بها. بل الكلمة قريبة منك جداً في فمك وفي قلبك لتعمل بها»
التثنية 30، 11-14.

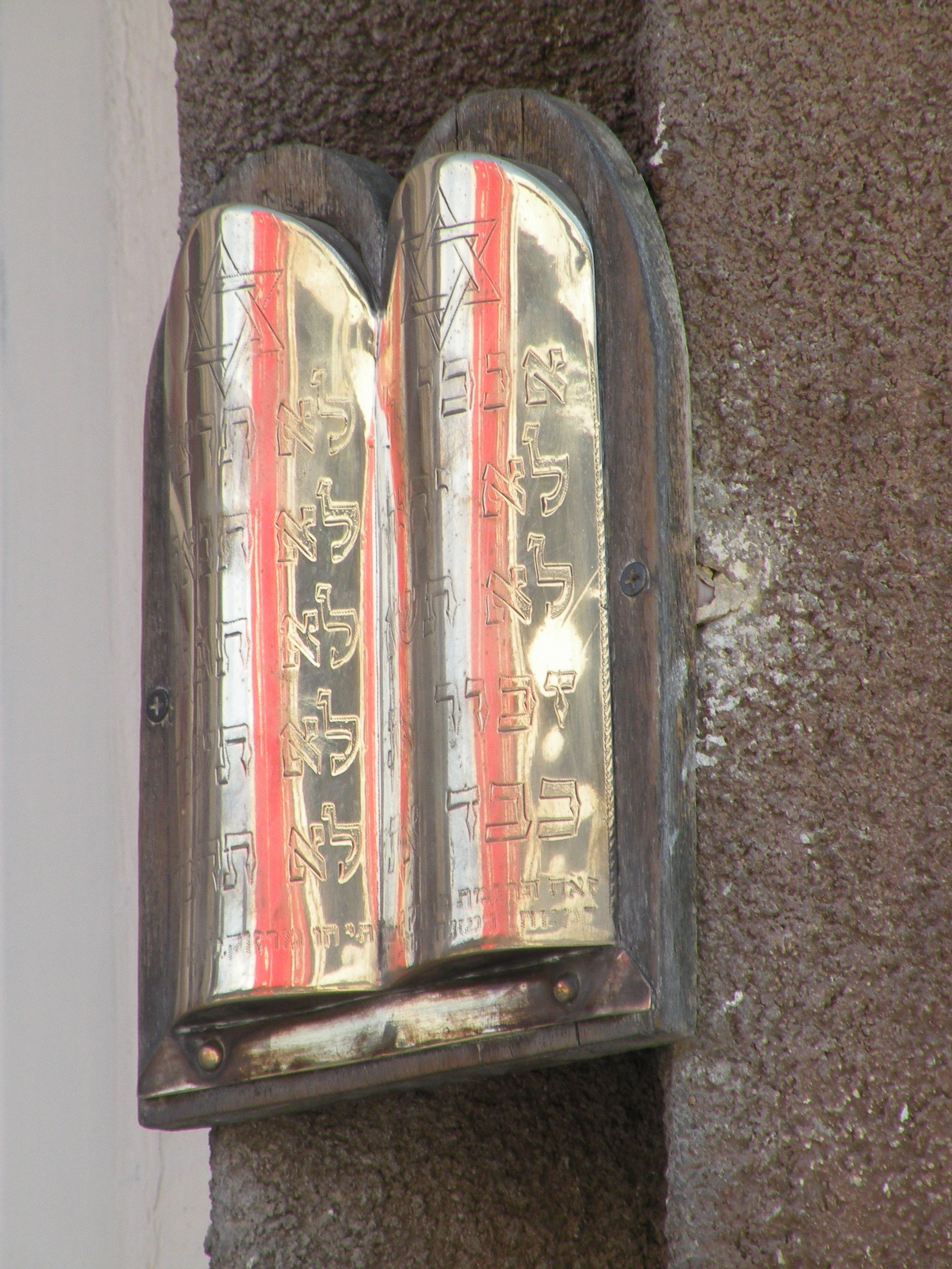

ومن وراء هذا المبدأ يمكن الإدراك بأن مسئولية تطبيق الوصايا واجبة على كل فرد، ومثلما صاغ ذلك الحاخام القرائي "سهل بن متصليح هاكوهين":"أعلموا اخواننا بني إسرائيل، أن كل شخص منا مرتبط بنفسه، ولا يسمع إلاهنا أقوال من يبرئ موقفه ويقول:"هكذا فعل أحبارنا". بينما صاغ دانيال بن موشي الكوميسي هذا المبدأ بصورة أكثر حدة حيث قال:"كل من يعتمد على أحد معلمي الشتات، بدون أن يبحث بحكمته جيداً، يكون كمن يعمل عملاً غريباً" (من داخل رسالة للمشتتين). وقد عبر دانيال الكوميسي عن الرغبة في الاعتماد فقط على المقرا في كل ما يتعلق بإقامة الوصايا. وحسب أقواله فإن الاعتماد على مصادر أخرى تبعد الإنسان عن الإله.
وعلى الرغم من ذلك فإن اليهودية القرائية لم تكن ذات طابع فوضوي. حيث ترأس القرائين زعماء روحانيون يُطلق عليهم:«الحكماء»، وهم أصحاب اطلاع وخبرة بالمقرا وبتراث اليهودية القرائية. وهم عملوا كزعماء للطائفة وكمرشدين ومعلمين وقضاة لها.
على الرغم من تأييد الاجتهاد الشخصي، فإن معظم الجمهور القرائي يتبنى نظريات وتفاسير محددة. والقرائين يفسرون هذا الأمر بمشاركة المعرفة والآراء القائمة في مجتمعهم. والطرق المختلفة لفهم التوراة يتم مناقشتها شعبياً، والتفسير الذي يقنع الأغلبية يصبح هو السائد. لكن كان هناك تسامحاً أيضا تجاه أراء الأقلية، إذا كانت مستندة على فهم مقبول للمعنى الظاهري للمقرا.
بمرور السنين ظهر ميل كبير إلى التوحد لدى القرائين، فالقرائين لا يزالون غير متقبلين لرأي جيل معين يلزم الجيل التالي له، مثلما حدث في اليهودية الربانية، ولم يلغوا بشكل رسمي الاجتهاد الشخصي، لكن زعماء روحانيون معينين بدأوا في مطالبة الجماهير بالخضوع لإرشاداتهم.
في «عباءة الياهو» كتب الياهو عن قدرة الزعماء («الحكماء») في إدخال تعديلات تُلزم الطائفة بأكملها:«... المتمرد على أقوال الحكماء الموجودين في كل جيل وجيل بكل تعديل وحكم يقومون به يستحق الإضلال والمقاطعة مثلما هو مكتوب ′تصادر ممتلكاته وهو يُفرق′» – «ولا يسمحوا له بالنفي إلا بعد أن يحضر إلى المحكمة ليتم جلده»...
أشار أيضا الحاخام المصري ذي الأصول الروسية، توفيا ليفي بافوفيش، على وضع الحكماء وعلى صلاحياتهم لإدخال تعديلات ولإرشاد الشعب في رده على الزعم القائل بأن القرائية جامدة العقلية:«وصف العديد من الباحثين الفارق بين أسس شريعة القرائين وشريعة الربانيين، بأن القرائية في جميع عصورها تعتمد على أقوال التوراة المكتوبة، وأنه في إمكان حاخامات جيل القرائين تغيير زعماء ومذاهب بالتوافق مع روح العصر بدون الحياد يمنة أو يسرة عن التوراة المكتوبة، في مقابل اليهودية الربانية، التي اعتمدت على أقوال الحكماء الذين تُعد أقوالهم أقوى من أقوال التوراة».
مع عودة القرائين لأرض فلسطين، ضعف الإطار الخاص بالطائفة وتعديلاتها وكذلك وضع الحاخامات القرائين. كذلك فإن التساؤل بشأن درجة صلاحياتهم تثير الآن خلافات في الرأي في أوساط الدوائر القرائية.

### معتقدات
لا يوجد اختلاف بين القرائين والربانين في غالبية قضايا المعتقدات والفكر. فأسس العقيدة التي كتبها الحاخام القرائي «يهودا هدسي» في كتابه «عنقود الفدية»، تتشابه مع تلك التي أشار إليها الرابي موسى بن ميمون، في ملحق المبادئ «يجب فهم التوراة لإثباتها بلغتها» (أي يستلزم المعرفة الجيدة بالعبرية القديمة من أجل قراءة التوراة) و«الهيكل هو بيت جلالة الرب للأبد».
في أعقاب كتاب دانيال يقبل القرائين بوجود «آخر الأيام» وإحياء الموتى. بالإضافة إلى ذلك يؤمنون بقدوم المشيح.

### الأسس
تستند اليهودية القرائية على ثلاثة أسس مختلفة:
المكتوب: جميع الوصايا، سواء كانت وصايا أفعل أو وصايا لا تفعل، التي نزلت على سيدنا موسى في جبل سيناء، ومكتوبة في التوراة.
القياس المنطقي: القياس أو الإستنتاج هو الطريقة التي من خلالها حسم قاعدة دينية لحالات غير مكتوبة بشكل مفصل في التوراة. وتحديد هذه القاعدة يتم بواسطة القياس المنطقي للمتغيرات من مواضع مختلفة من العهد القديم أو وفقاً للمنطق.
الرجعية: تسمى أيضا التقليد المتسلسل، أي محاكاة وتكرار كل ما اعتاد عليه الزعماء في الماضي، وفي حالات معينة حتى قبل نزول التوراة، وهو انتقل من جيل لجيل (مثل طريقة تنفيذ الذبح، أو طريقة تنفيذ الختان). كل هذا بشرط ألا تتناقض مع التوراة المكتوبة، وبالإضافة إلى ذلك تكون مرتبطة بأسلوب التنفيذ الدقيق الخاص بوصية معينى مكتوبة في التوراة (في حالة الذبح- وصايا تحريم أكل الدم). فالقرائين لا يزعمون أن تلك الأوامر صدرت من الرب.

### أسباب معارضة القرائين للتوراة الشفوية
بعض حجج القرائين لإثبات موقفهم، الذي وفقاً له لا يقبلون التوراة الشفهية كإلزام أو ككلام الرب:
أمر الرب بوضوح بعدم إضافة أو انتقاص أي شيء من أقواله. «كل الكلام الذي أوصيكم به أحرصوا لتعملوه. لا تزد عليه ولا تنقص منه» تثنية 13، 1، ولا يزال الربانين يضيفون ولا يتوقفون عن إضافة «وصايا حاخامات» ووفقاً لزعمهم ذلك جزء لا تجزأ من التوراة. بينما القرائين يرون إن أي إضافة تُعد كفراً لأن التوراة الشفهية لم يتم ذكرها ولا مرة واحدة في التناخ بأكمله. ويزعم القرائين أنه لو كان هناك توراة إضافية لشعب إسرائيل، فمن الأجدر أن يكون الرب قد علمها بوضوح لنأمن بها.
عندما أمر الرب موسى بالصعود إلى جبل سيناء وتلقي التوراة كانت أقواله تلك:«وقال الرب لموسى أصعد إلى الجبل وكن هناك. فأعطيك لوحي الحجارة والشريعة والوصية التي كتبتها لتعليمهم» الخروج 24، 12 ولم يرد أي ذكر للتوراة الشفوية. ونجد أنه هنا وفي مواضع أخرى في التوراة يُشار إلى أن كلام التوراة مكتوب في سفر.
يشير التناخ أن التوراة فُقدت وأن شعب إسرائيل كان بدون توراة لما يقرب من خمسين عاماً. «ولإسرائيل أيام كثيرة بلا إله حق وبلا كاهن معلم وبلا شريعة» أخبار الأيام ثاني 15، 3 . وأن التوراة فُقدت «فقال حلقيا الكاهن العظيم لشافان الكاتب قد وجدت سفر الشريعة في بيت الرب. وسلم حلقيا السفر لشافان فقرأه» ملوك ثاني 22,8 . ويستخلص من ذلك القرائين أنه من غير المعقول أن التوارة الشفهية يمكنها التذكر على مر الأجيال، بينما التوراة المكتوبة تم نسيانها.
يختلف حكماء المشنا والتلمود فيما بينهم. من هنا يستنتج القرائين أنه لو كان استند هؤلاء على تفسير روحاني من الرب فمن المؤكد أن جميع الحكماء كانوا سيقولون نفس الكلام. لأنه لا يعقل أن الرب كان سيأمر شعب إسرائيل بتنفيذ أموراً متناقضة.
وفقاً لزعم القرائين، فإن التوراة الشفهية تتناقض مع التوراة المكتوبة في مواضع عدة، ولا يعقل أنها جاءت من نفس المصدر الإلهي.
بمرور الوقت أُضيف للتوارة الشفهية العديد والعديد من التفاسير، وعملياً يتم باستمرار أضافة اضافات مختلفة لها، حتى على يد ربانيين في وقتنا هذا. وكل واحد من الربانين يعتمد في تفاسيره، ليس على التوراة كما جاءت، بل على تفاسير وشروح الربانين السابقين وأحياناً أيضا على رأي شخصي. وبما أن الشخص معرض للخطأ، فيحتمل أن تفاسير الربانين في العصر الحديث تستند على أخطاء سابقيهم، التي أخذت في التراكم فوق بعضها البعض.

## تاريخ القرائين
يرتبط ظهور القرائين كحركة بشخصية الحاخام عنان بن داود. فوفقاً للأثر-سواء لدى القرائين أو لدى الربانين- فإن القرائية لها أصل وأن القرائين هم فصيله من الشعب اليهودي، وعنان وحد الطوائف الموجودة في الشعب اليهودي التي عارضت التوراة الشفوية وصلاحيات «الجاؤنيم» في بابل، خلال الفترة التي بدأوا فيها تقديس التلمود ككتاب مُلزم. حيث حقق عنان لتلك الجماعات حرية سياسية ودينية من السلطات العربية.
كانت فترة العصور الوسطى بمثابة مرحلة ازدهار بالنسبة للإنتاج القرائي، في العالم بوجه عام وفي أرض فلسطين بوجه خاص، في مجالات التفاسير وقواعد اللغة والأدب والفلسفة وانتشار القرائية. ويبدو أن وضعهم في أرض فلسطين كان أكبر من وضع اليهود الربانين الذين تغلغل إليهم عدد من زعمائهم وشرائعهم. في هذه الفترة نشطت حركة «الحزانى» على خراب بيت المقدس القرائية، التي دعت للهجرة إلى أرض فلسطين وكان أعضائها يقومون بمراسم حداد على خراب الهيكل. وقام حاخامات قرائين مثل دانيال بن موشيه الكوميسي وسهل بن متصليح هكوهين وسلمون بن يروحام ويعقوب الكيركيساني، بالعمل بشكل حثيث من أجل نشر القرائية في أنحاء فلسطين ونجحوا في تحقيق ذلك حيث انتشرت الطائفة القرائية في كل أنحاء فلسطين.
في تلك العصور انشغل القرائين بجدال عاصف مع الربانين مثل الرابي سعديا جاؤن، الذي يقال عنه أنه لولا نشاطاته لتمكنت القرائية من ازاحة اليهودية الربانية تماماً. وبسبب هذا الجدال العنيف، حدث انفصال بين القرائين وبين المؤمنين بالتوراة الشفهية.
مع احتلال القدس على يد الصليبيين في عام 1099 م أبيدت الطائفة القرائية في القدس ولكنها أعادت تكوين نفسها مرة أخرى بعد فتح صلاح الدين فلسطين في عام 1187م.
أدى احتلال أرض فلسطين إلى انتقال مركز الثقل القرائي إلى ممكلة الخزر والإمبراطورية البيزنطية، حيث قامت هناك طائفة قرائية حتى قبل المذابح الصليبية بالقدس. وفي بيزنطة واصل حكماء القرائين العمل أمثال يعقوب بن راوبين، ويهودا بن الياهو هدسي، وأهرون بن يوسف الطبيب مؤلف «كتاب المؤلف» وأهرون بن الياهو الأخير مؤلف «شجرة الحياة» و «جنة عدن» والياهو بشيتسي مؤلف كتاب شرح الوصايا الشامل «عباءة الياهو»، الذي يُعد حالياً كتاب شرح الوصايا الأكثر انتشاراً بين القرائين. وبشيتسي يُعد إحدى الشخصيات الهامة جداً في تاريخ القرائين. فالثورة التشريعية التي قام بها، والتي أثارت خلافات شديدة وسط أبناء طائفته، تضمنت تعديلات بعيدة المدى وقربت بشكل كبير أرائهم من أراء الربانين.
تجدر الإشارة إلى أن المركز الذي كان موجوداً في كوشتا (استطنبول حالياً) ضعف في نهاية العصور الوسطى، وانتقل المركز إلى مناطق وبلدان أوروبية شرقية أخرى. وفي النصف الثاني من القرن السابع عشر كان هناك ما يقرب من 30 طائفة قرائية في شرق أوروبا. وكان قرائي أوروبا الشرقية يتحدثون بلغة خاصة بهم – اللغة الكرايميت («لغة كدر»). وابتداءً من القرن التاسع عشر ظهرت في شرق أوروبا الحركة القومية القرائية التي زعمت أن القرائين ليس لهم جذور يهودية. ونتيجة لأنشطتها لم تتعرض عدد من الطوائف القرائية للمحارق النازية. وفي أعقاب الحكم السوفيتي أختفت بشكل كبير القرائية من شرق أوروبا.
في المقابل شكلت الطائفة القرائية المصرية مركزاً قرائياً عتيقاً وهاماً على مر الأجيال. وبعد قيام دولة إسرائيل، وزيادة معاداة السامية في مصر، هاجر العديد من اليهود إلى إسرائيل، على الرغم من أنهم وجدوا صعوبة في أخذ ممتلكاتهم وثرواتهم معهم.

### القرائين في دولة إسرائيل
الغالبية العظمى من القرائين في دولة إسرائيل تعود أصولهم إلى قرائي مصر، وهناك قلائل تعود أصولهم إلى قرائي العراق وتركيا وروسيا بالإضافة إلى أولئك الذين انضموا إلى القرائية. ويُقدر حالياً عدد القرائين في إسرائيل بحوالي 25.000 شخص (وفي العالم يعيش أيضا ما يقرب من 100.000 شخص). وتتمركز الطوائف القرائية في الرملة، التي يوجد بها مبنى «مركز اليهودية القرائية العالمي»، وفي أشدود التي يوجد بها معبدين، وفي أوباكيم، وفي بئر سبع، وفي كريات جات، وفي بات يام، وفي عراد، وفي القدس، وفي المستوطنات التعاونية «متسليح وبيت عزرا ورنان». وفي المجمل هناك 12 معبداً قرائياً في إسرائيل، يقعون في 10 مستوطنات تعاونية بالإضافة إلى كنيس واحد في عراد.
هذا ونجد أنه في الوقت الحالي ينتشر نسبياً الزواج بين القرائين والربانين.وذلك فيما يشبه اجراءات عامة حدثت في العصر الحديث داخل تيارات دينية مختلفة، وحتى داخل أوساط القرائين هناك ظاهرة العلمنة وهناك قرائين لا يحافظون على وصايا معتقداتهم مطلقاً.
على مدار سنوات عديدة كان وضع المحاكم القرائية يثير إشكالية، وذلك لأن القانون لا يعترف بالقرائين كطائفة دينية مستقلة. وعلى الرغم من أنه بوجه عام تم إصدار أحكام تتعلق بالزواج والطلاق بواسطة محكمة الطائفة، إلا أن الطريق كان مفتوحاً أمام أحد الطرفين -إذا أراد- لتحويل القضية إلى المحكمة الربانية. ولكن المحكمة العليا غيرت هذا الوضع في عام 1995م وغيرت الوضع السابق، حيث جعلت المحكمة القرائية مُلزمة تجاه الزوجين المنتميان للطائفة.
في إسرائيل تبنى القرائين لأنفسهم عادات ربانية مثل احتفال بلوغ الصبي سن البلوغ حينما يبلغ الثالثة عشر من عمره، وذلك في تعارض مع زعم القرائين الأصوليين الذين يقولون أن بلوغ الأشخاص المختلفين لا يكون في هذا السن. ويدعي القرائين أن هذه العادة لا يوجد بها ما يضير.
في الأعوام الأخيرة طرأ تغيراً في علاقة اليهودية القرائية بشأن تقبل اليهود الذين لم يولدوا قرائين، وتم اتخاذ قرار في مؤسسات القرائين، يقضي بقبول اليهود الربانين للدخول في القرائية، وبالفعل هناك من استغل هذا القرار.

## أعراف القرائين

### المعبد القرائي

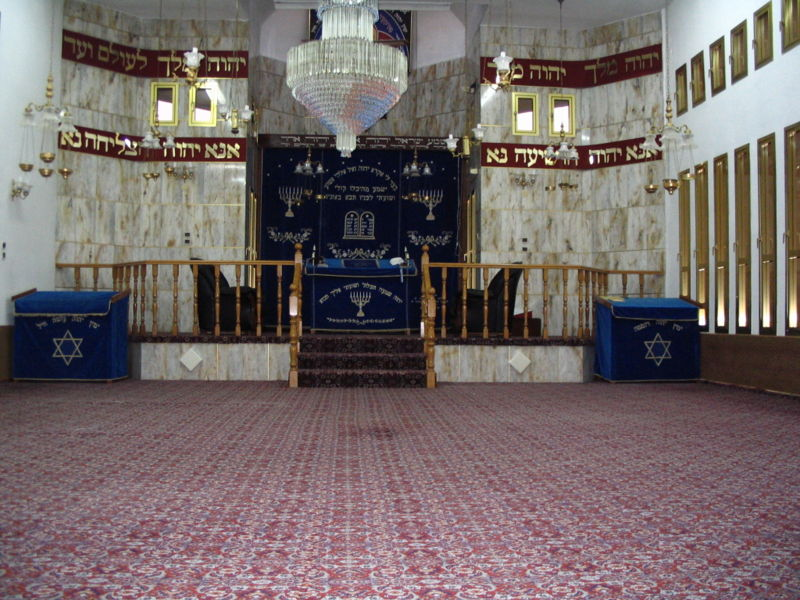

القرائين يعتبرون المعبد مكان مقدس، ومكان رئيسي وخاص يتحدث فيه الفرد مع خالقه، ولذلك يجب على كل من يدخل إلى الكنيس أن يكون طاهراً ونقياً في جسده وملبسه من أي نجاسة. وفي المعابد القرائية لا ينتعلون أحذية لقدسية المكان: حيث يقول القرائين أنه من الجدير التصرف وفقاً لقدسية المكان وتجنب الدخول إلى المعبد بالأحذية التي نسير بها في أماكن متسخة وغير طاهرة. فخلع الأحذية في الأماكن المقدسة هو أمر متبع من سالف الأيام، حيث قيل لموسى وليهوشوع :«أخلع نعليك من قدميك، لان الموضع الذي تقف عليه، مقدساً هو». وأرضية المعبد القرائي مُغطى بالسجاد يتم عليها إقامة طقوس الصلاة التي تعلموها من الصلوات المُشار إليها في المقرا.

### التقويم والأعياد
يستخدم القرائين تقويماً غير محدد مسبقاً ويعتمد على الحساب، ولكن على «رؤية القمر»: فاليوم الذي يُرى فيه الهلال لأول مرة في الشهر، بعد أن يختفي هلال الشهر السابق، يحدد كأول الشهر. وهذه هي الطريقة التي كانت متبعة لتحديد الشهور في أيام الهيكل الأول والهيكل الثاني. ونضوج الشعير في أرض فلسطين تعد إشارة لقدوم الربيع، الذي من المفترض أن يبدأ به شهر نيسان، ولتحديد السنة الكبيسة.
وفيما يتعلق بموعد بدء حساب «العومر» (فترة 49 يوم ما بين عيد الفصح وعيد الأسابيع) وأسلوب الحساب، فتشهد خلافاً بين اليهودية الربانية وبين القرائين. فالقرائين يزعمون أنه يجب أن يبدأ الحساب من غداة السبت التالي لليلة عيد الفصح أي من يوم الأحد مثلما هو مكتوباً «وحسبت لكم من غداة السبت». وباقي العد يجب أن ينتهي بعد سبعة أسابيع كاملة مثلما هو مكتوب «سبعة أسابيع تحسب لك»، في يوم الأحد الذي «من غداة السبت السابع»، ونتيجة لذلك نجد أنه لا يوجد موعد محدد لعيد الأسابيع في التقويم العبري. في مقابل ذلك نجد أن الربانين فسروا تعبير «من غداة السبت»، بأن المقرا تقصد يوم أحد الفصح، ووفقاً لتوجه الربانين فإن للعيد تاريخ محدد في هذا الوقت. وتجدر الإشارة إلى أنه أيضا وفقاً لآراء الربانين والرابي سعديا جاؤن، في الماضي لم يسيروا وفقا للتقويم العبري الذي يسيرون عليه الآن، بل وفقاً لرؤية الهلال، ولم يكن هناك طول معين لشهري نيسان وآيار، وتاريخ عيد الأسابيع من الممكن أن يتحرك يوم واحد مقدما أو مسبقاً.
ويعلل القرائين على موقفهم بأن كلمة «سبت» في تعبير«من غداة السبت» لا تشير في كل التوراة إلى «يوم طيب»، بل مجرد سبت. القرائين يقولون لا يمكن أن في نفس القطعة لكلمة السبت ان تدل مرة على يوم طيب ومرة على أسبوع. وبناء على ذلك -بحسب القرائين- فإن التفسير المنطقي الوحيد هو أن الكلمة سبت تشير إلى السبت الأول، وحينئذ يكون هناك أهمية لأن يكون عيد الأسابيع من غداة السبت السابع، أي في يوم الأحد.
وهناك تعليل آخر يورده القرائين للتأكيد على موقفهم وهو أن عيد الأسابيع هو العيد الوحيد الذي يحدد له في التوراة تاريخ محدد، وأن أسلوب تحديد موعد العيد يكون بواسطة الحساب. ووفقاً لنظام الربانيين فإن العيد له موعد مُحدد، وحتى إذا لم يكن له تاريخ محدد، فإنه في حال ما إذا حسبنا من اليوم الأول لعيد الفصح يمكن أن نجد أنفسنا في وضع يكون هناك فيه ثمانية أسابيع ما بين عيد الفصح وعيد الأسابيع، الأمر الذي يعارض ما قصدته التوراة في مقولة «تكون أسابيع مكتملة».
لا يوجد لدى القرائين يوم طيب ثاني لشتات في التوراة. بالإضافة إلى ذلك، حتى يوم النفخ في البوق (الأسم القرائي لرأس السنة) يستمر لدى القرائين ليوم واحد فقط، ولا يمثل لديهم بداية العام، لأنه وفقاً للتقويم المقرائي فإن شهر نيسان هو الأول من بين الشهور.
كما أن القرائين لا يحتفلون بالحانوكا لأنه غير مذكور في التناخ، ولأنه –وفقاً لروايتهم- لا يمكن الاحتفال بتدشين الهيكل الذي هو خرب الآن. كما أنه في الحانوكا يبارك الربانين الرب بتلاوة صلاة «...الذي قدسنا وصاياه وأمرنا بإشعال شمعة الحانوكا»، على الرغم من أن الرب لم يأمر بإشعال الشموع. ويقول القرائين أنه إذا باركنا الرب على شيء كهذا وننسب إليه أمراً لم يأمرنا به، بل أمرنا به الحاخامات، فنحن بذلك نرفع الحاخامات لدرجة الرب ونرتكب جرمان: «الشرك» و «المزايدة على أقول الرب».
ويجب أن نعلم أن القرائين يحتفلون بعيد البوريم على مدار يومين على أي حال.

### أحكام الزواج والطهارة
في الماضي فسر القرائين بشكل خاص آية «بناء على ذلك يهجر الرجل أباه وأمه ويلتصق بإمراته ويصبحان جسداً واحداً». ووفقاً لرأيهم بأن الرجل والمرأة «جسد واحد» يحول أقارب المرأة إلى محرمين شرعاً من الزواج من أقارب الزوج، والعكس. وتسمى هذه النظرية نظرية قوانين زواج المحارم. وبما أن القرائين أعدادهم قليلة، فإن هذا الحظر هدد على استمرار بقائهم. فرأى القرائين المتأخرين أن نظرية قوانين زواج المحارم تُعد إضافة على أقوال التوراة، ولذلك بمرور الأعوام تم عن طريق استدلال من التوراة يحرم القرائين زواج المرأة من عمها، أخو أباها أو أخو أمها، رغم أن هذا النوع من الزواج مسموح به لدى الربانين.
ومن الجدير بالذكر أن القرائين متشددين في أحكام الطهارة. فالأشخاص الغير طاهرين (سواء أكانوا رجالاً أو نساءً) يأكلون على طاولة منفصلة ويجب أن يظلوا منعزلين ولا يدخلون المعبد. ونجاسة الحيض لدى النساء تستمر سبعة أيام فقط «فسبعة أيام تكون في طمثها» لاويين 15,19، وليس هناك حاجة إلى حساب سبعة أيام طاهرة بعد انتهاء الطمث، كنجاسة سائلها. ونجد أن عادات الطهارة مشابهة للعادات المتبعة لدى يهود أثيوبيا، وهناك من أشار إلى وجود صلات بين الطائفتين. ولكن القرائين يدعون أن التشابه الكبير بين الشريعة القرائية وبين الشريعة الخاصة بيهود أثيوبيا ينبع من أن يهود أثيوبيا تشتتوا من فلسطين في الفترة التي لم يكن بها توراة شفهية، ولأن يهود أثيوبيا كانوا منعزلين عن سائر يهود العالم ولم يتعرضوا لتأثيرهم. وفترة الحيض تصل لسبعة أيام بعد انجاب ولد وإلى أربعة عشر يوماً بعد انجاب بنت، ويتم إضافة فترة إضافية إلى هذه الأيام تسمى «أيام الطهارة» تستمر ثلاثة وثلاثين يوم من انجاب الولد، وستة وستين يوماً لإنجاب البنت، كما هو مفصل في فصل الإخصاب بسفر اللاويين.
لا يقبل القرائين بزعم الربانين الذي يلزم للتطهر من النجاسة النزول داخل حوض الطهارة (ميكفاه)، ويرون أنه بدعة متأخرة. ويرى القرائين أنه يمكن التطهر من النجاسة بأي ماء متدفق حتى ولو في الحمام.
هذا وينتشر حالياً بدرجة كبيرة في أوساط القرائين عدم المحافظة على أمر عزل الغير طاهرين، ويقتصد تنفيذه على المعابد فقط.

### وضع المرأة
تُعد النساء وفقاً للمذهب القرائي متساويات مع الرجال، وحاخامات القرائين أبدوا علاقة إيجابية وغير مقيدة تجاه النساء. وهذا التوجه شكل إحدى الفوارق الموجودة بين زعماء القرائين وزعماء الربانيين.
- فالقرائين لا يتلون «مبارك أنه لم يجعلني امرأة»، بل أن الرجال والنساء يتلون سوياً «...مبارك الذي خلقني في صورة إنسانية».
- ولا يتم إستثناء النساء من الوصايا، فالقرائين يقولون أن التوراة ذكرت بوضوح متى يوجه الأمر إلى النساء فقط، ومتى يوجه إلى الرجال فقط، أما في باقي الحالات، فإن الأوامر والوصايا موجهة لكلا الجنسين بشكل متساوي.
- وشهادة المرأة، وفقاً لرأي القرائين، متساوية تماماً مع شهادة الرجل. والقرائين لا يميزون في قيمة وقدر الشهادة حسب الجنس.
- لم يحظر القرائين على النساء تولي المناصب القيادية حتى في العصور السالفة، فعلى سبيل المثال في القرن الحادي عشر بالأندلس وبعد وفاة الزعيم القرائي سيدي بن التراس عُينت زوجته المسماة المعلمة في منصب حاخام الأندلس.
- ويرى القرائين أنه في حالة الطلاق فإن حقوق وواجبات كل من الرجل والمرأة تكون متساوية.

ويعتقد القرائين أيضا أن الرجل هو الذي يجب عليه تطليق المرأة، لكنهم في القرن التاسع عشر وبعد جدال داخلي كبير، أصدروا تشريعاً يقضي بأنه في حالات معينة يمكن للمحكمة تطليق المرأة من زوجها لتطليقها منه رغماً عنه.
لا يُحظر على المرأة في الكلام أو الإنشاد في المعابد القرائية، فالقرائين لا يقبلون بالمبدأ الرباني الذي يقول أن «صوت المرأة عورة». في الوقت ذاته يتم الفصل بين الرجال والنساء في أماكن الصلاة في المعابد القرائية، وسبب ذلك هو الحفاظ على الاحتشام. ففي المعابد القرائية يسجدون للرب على الأرض، وهناك خشية من ان تنكشف المرأة عند سجودها لذلك يتم الفصل.
ورغم كل هذا فإن أحكام الطهارة تفرض على النساء طوال أيام الطمث السبعة الامتناع عن حالات محددة من العلاقات الاجتماعية وتفرض عليها أيضا الأكل على طاولة منفصلة (مثلما ذُكر بأعلى).
- لم تعتاد المعابد القرائية في إسرائيل على قيام المرأة بتلاوة ورد من التوراة.

### السبت
في الماضي تشدد القرائين جداً في اجتناب محظورات السبت، فعلى سبيل المثال لم يقبل بعض القرائين بمبدأ جواز عدم الالتزام بمحظورات السبت إذا كان يخشى من ذلك هلاك النفس. بالإضافة إلى ذلك حرموا في البداية إبقاء نار مشتعلة في ليلة السبت، ولذا لم يضيئوا أو يدفوا منازلهم ولم يسخنوا طعامهم. كما حظر الكثيرون منهم إخراج أي أمتعة من البيت إلى الخارج طوال السبت بوجه عام، وهناك من حرم الخروج من البيت في السبت (إلا للصلاة والمتطلبات الضرورية) وكذلك حظروا الختان في هذا اليوم. ويحظر القرائين إلى يومنا هذا الجماع في يوم السبت. ويحظرون أيضا قيام شخص غير يهودي بتنفيذ أي عمل لصالح يهودي في هذا اليوم ولو بالإشارة.
وتعلم القرائين موضوع جواز عدم الالتزام بمحظورات السبت للحفاظ على النفس-مثلهم مثل حكماء التلمود- من جملة «وحافظتم على قوانيني وأحكامي، التي ينفذها الإنسان ويعيش بها» حيث يستنتجون من تعبير «ويعيش بها» أن الحياة مُقدمة على الأوامر.

### أحكام أخرى

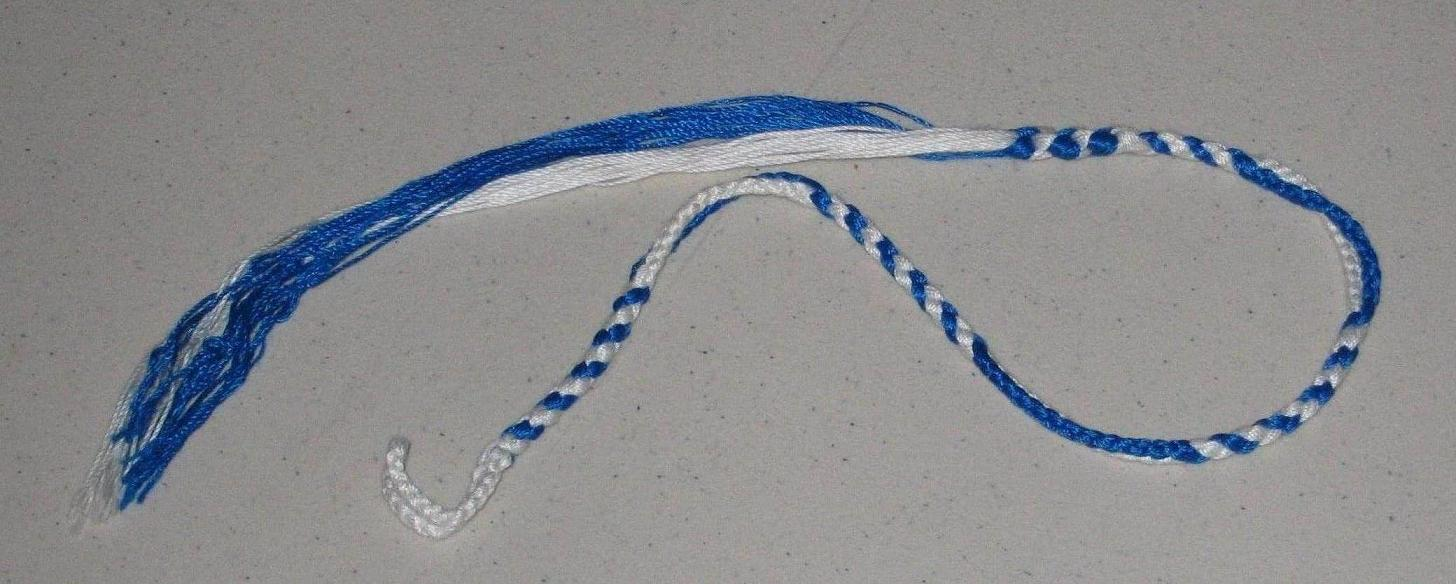

لا يستخدم القرائين التفيلين من منطلق تفسير أن المسألة برمتها هي مجرد استعارة، لأنه لا يجوز وضع كلام الرب على النفس أو ربطها بها.
المزوزه القرائية هي عبارة عن ورقة (بوجه عام بطاقة) مزينة بإطار مكتوب بها الوصايا العشر.
في الختان القرائي يجب إزالة الغُرلة، ولكن لايوجد عندهم عادة كشف رأس القضيب بيد القائم بالختان ومص الدم بشفتاه، لأنها غير مذكورة في التوراة.

## العلاقة بين اليهود القرائين واليهود الربانين

### علاقة القرائين بالربانين
حتى عهد قريب رفض القرائين قبول التقرب من اليهود الربانين. وأحد أسباب ذلك كان الخوف من إنجاب أولاد غير شرعيين، لأن بعض حالات زواج الأقارب التي تُعد لدى القرائين زواج محارم مباحة في اليهودية الربانية. والتخوف الثاني كان يكمن في الخشية من سقوط الحواجز بين الطائفتين والذي أعرب عنه أحد الزعماء القرائين في الجملة التالية :«نحن البحيرة وهم المحيط، فماذا سيحدث عندما ينهار السد؟»
أما اليوم فيسمح القرائين لأبناء طائفتهم بالتزاوج مع من يولد كقرائي إذا اختار أن يصبح قرائي ويقبل بالالتزام بالتوراة المكتوبة فقط.
ومثل هذا الزواج يتم على يد رابي قرائي وفقاً للتقاليد القرائية والمعترف بها.

### علاقة الربانين بالقرائين
علاقة اليهودية الربانية باليهودية القرائية لم تسير على وتيرة واحدة على مدار التاريخ، ففي حالات معينة تميزت بعدم تسامح واضح وفي حالات أخرى كانت العلاقة متسامحة إلى حد كبير. فبوجه عام الشُراح الإشكناز كانوا أقل تسامحاً من الشُراح السفرديم وأبناء الطوائف الشرقية. وهناك مثال معاصر لعدم التسامح يظهر لدى كُتاب ربانين الذين يضيفون اللقب المُهين اللاذع (قاتل الله الأشرار) بعد ذكر أسم زعيم القرائين عنان بن دافيد. وهذه العلاقة تنبع من الصراع الديني الشديد بين اليهودية القرائية واليهودية الربانية. ورغم ذلك كان هناك ربانين شجعوا تعلم الكتب القرائية، فمثلاً الرابي يوسف شلومو بن الياهو ديلميديجو، الملقب بيوسف شلومو روفيه، يقول في رسالة هادئة كتبها :«وعلى أي حال يا بُني، لا تهجر شريعة أمك للتعلم في كتب القرائين وفي كتب الوصايا وفي العباءة (يقصد عباءة الياهو التي كتبها الحاخام الياهو بشيتسي) ولقيت استحساناً في عينك. ولدي، إذا قبلت كلامي، تلك الكتب تمكنك من معرفة كل تعلم ثمين من الأرض التي في لبنان وحتى الطحالب التي تنبت في الحائط». وفي مواضع أخرى يتبنى الرابي ديلميديجو شروح وتفاسير القرائين للتوراة، مثل الكتاب الثري الذي ألفه الحاخام يعقوب بن راوبين وكتاب المؤلف وتفاسير الرابي دافيد قمحي والرابي شلومو يتسحاقي.
وفقاً لوجهة النظر الربانية، فإن عنان بن دافيد أنشاء القرائية نتيجة لصراع السيطرة والكرامة الشخصية. وهذه القصة أصبحت بمثابة أسطورة متأخرة على يد العديد من الباحثين الذين يزعمون أن القرائين سبقوا عنان بالفعل. حتى في ظل وجود عدد من الشواهد التي تفيد بأن عنان بن دافيد توجه إلى طريق القرائية بعدما لم يُعين في منصب رئيس الطائفة اليهودية في بابل.
ويزعم الربانين أن القرائين هم أيضا خلقوا على مر الأجيال توراة شفوية خاصة بهم. ولكن القرائين من جانبهم يؤكدون أن هناك فرق بين الشرائع التي أتخذوها كشروح مقبولة للتوراة (وهي لا تُلزم بالضرورة الأجيال القرائية التالية) وبين التراث الرباني الذي يتحدث عن توراة شفهية أُنزلت على موسى في سيناء، والتي أي إضافة بها تكون مُلزمة للأجيال التالية.
وهناك من يزعم من الربانين أن القرائين جاؤا من بين الصدوقين والبيتوسين، لكن يوجد فارق ملحوظ بين الرؤية الصدوقية، حسبما هو معلوم لنا بشأنها، وبين الرؤية القرائية (صحيح أن هناك باحثين مختلفين أفادوا بأن الرؤية الصدوقية شكلت أساساً للقرائية وأن هناك جماعات صدوقية وإستيتية اندمجت في اليهودية القرائية).
على مدار التاريخ، اعتبر اليهود القرائين أنفسهم جزءاً لا يتجزأ من شعب إسرائيل وحاولوا التأثير على شعب إسرائيل من الناحية العقائدية من الداخل. كذلك فإن الشُراح الربانين نظروا إلى القرائين باعتبارهم جزء من شعب إسرائيل، لكن من وجهة نظرهم كانوا جزءاً مخطأ. والشاذ عن وجهة النظر هذه ظهر في شرق أوروبا في مستهل القرن العشرين، عندما ظهرت نظريات قومية انفصالية في أوساط قطاع من قرائي أوروبا الشرقية.
وصحيح أن هناك العديد من الشُراح الربانين أعربوا عن رأيهم في أن القرائين لا يمكنهم العودة مرة أخرى أبداً إلى جمهور إسرائيل، لأنهم يعتبرون أبناء غير شرعيين. وهذا الزعم يستند إلى أن الزواج داخل الطائفة القرائية يتم وفقاً للشريعة الأرثوذكسية، ولكن لا ينطبق هذا الأمر على الطلاق. فيحتمل –بناء على هذا- أن قرائي وُلد لامرأة تزوجت مرة أخرى بعد أن طُلقت على غير المذهب الرباني. ووجهة النظر هذه عبر عنها الشُراح الربانين في الجملة التالية :«القرائين ليسوا مترابطين». وهذا الموقف تمسك به أيضا الرابي يوسف كارو، مؤلف كتاب «المنضدة المُعّدة»، وكذلك الشارح الإشكنازي الرابي موشيه إسراليش. ومع ذلك تسمح المحاكم الربانية خلال العقود الأخيرة بقبول القرائين في الطائفة الربانية بشرط أن يقبلوا بالتراث اليهودي الرباني. ونجد أن محاولة الرابي الياهو افرجيل، رئيس المحكمة الربانية ببئر سبع، إلغاء هذا الأمر أثارت عاصفة شديدة في عام 1994م.
يحدد القرائين أن أصل الإنسان يُحدد وفقاً للأب وليس وفقاً للأم، وذلك بزعم أن هذا ما كان متبعاً في عصر المقرا، وللتأكيد على ذلك يشيرون إلى سلسلة الأنساب في التناخ، التي يُذكر بها أسماء آباء الإنسان فقط.
يسمح القرائين بأكل اللحوم والحليب سوياً، ويحظرون فقط طهي «جدي بلبن أمه» كما هو مكتوب في التوراة. وهناك من يستنتج من الآية أن طهي أي حيوان يرضع من لبن أمه هو أمر محظور، وأن الحظر ليس مقتصراً على الجدي فقط. ونجد أنه في الرملة وفي أسدود يوجد محلات جزارة تبيع اللحوم مذبوحة ومطابقة للشريعة القرائية.
يوجد لدى القرائين في الأهداب خيوطاً سماوية اللون مثلما ورد في التوراة «أن يصنعوا لهم أهداباً في أذيال ثيابهم في أجيالهم ويجعلون على هُدُب الذيل عصابة من أسماء نجوني» العدد 15، 38 وبحسب منهجهم فإن اللون الأزرق السماوي يمكن جلبه من أي مصدر كان، وذلك عكس منهج الربانين الذي يقول أن المصدر الوحيد الصالح لجبل لون الأهداب السماوي هو دم حلزون معين.
المقولة التوراتية «العين بالعين» يفسرها القرائين ببساطة، بأن الشخص الذي يقتلع عين صديقه بقصد، يجب اقتلاع عينه (وفقاً للتفسير الرباني فإن التوراة تقصد التعويض المالي على اقتلاع العين). وصحيح أن هذا الحكم لا يُطبق لأنه يتعارض مع قوانين الحكومة. والقرائين يقبلون بالمبدأ القاضي بالالتزام بقوانين المكان الذي يعيشون به.

## العلاقة بين اليهود القرائين والمسلمين
تعتبر اليهودية القرائية قريبة إلى الإسلام من حيث الإيدلوجيا حتى قيل فيهم بأنهم أقرب استعداداً لقبول الإسلام، كما أن هناك من الباحثين المعاصرين من يميل إلى أن عنان مؤسس مذهب القرائين كان له علاقة صداقة مع أبي حنيفة مؤسس المذهب الحنفي.